# Sergej Korjaškin
Sergej Vladimirovič Korjaškin (in russo Сергей Владимирович Коряжкин?; 2 gennaio 1960) è un ex schermidore sovietico, vincitore di una medaglia d'argento nella scherma ai giochi olimpici.